# ورزشگاه کریکت ملبورن
ورزشگاه کریکت ملبورن (انگلیسی: Melbourne Cricket Ground) یک ورزشگاه مخصوص کریکت و فوتبال در ملبورن، استرالیا است.
این ورزشگاه که در سال ۱۸۵۳ تأسیس شده دارای ۱۰۰٬۰۲۴ نفر ظرفیت می‌باشد و میزبان بازی‌های المپیک تابستانی ۱۹۵۶ و بازی‌های المپیک تابستانی ۲۰۰۰ بوده‌است.
این ورزشگاه میزبان بازی پلی اف استرالیا و ایران برای صعود به جام جهانی فوتبال ۱۹۹۸ فرانسه بود که این بازی با نتیجه مساوی به پایان رسید و استرالیای میزبان از راه‌یابی به جام جهانی بازماند بعد از این اتفاق رسانه‌های ایران از این رویداد به عنوان حماسه ملبورن یاد کردند.

## نگارخانه

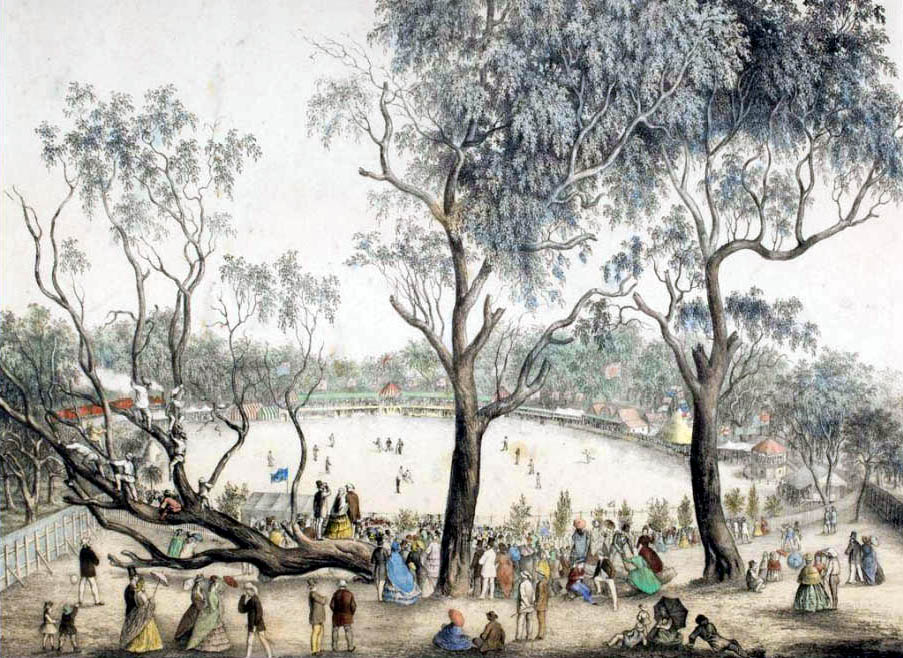
۱۸۶۴
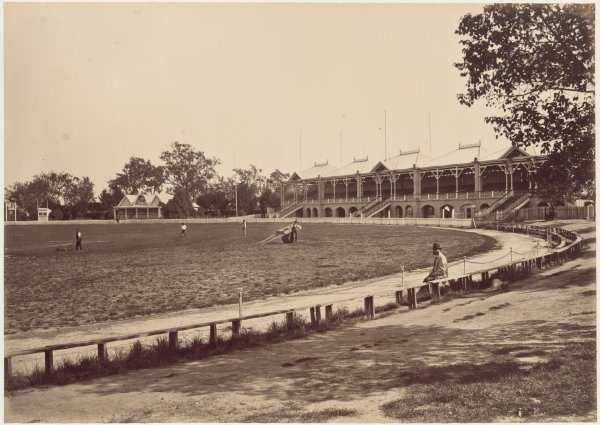
۱۸۷۷
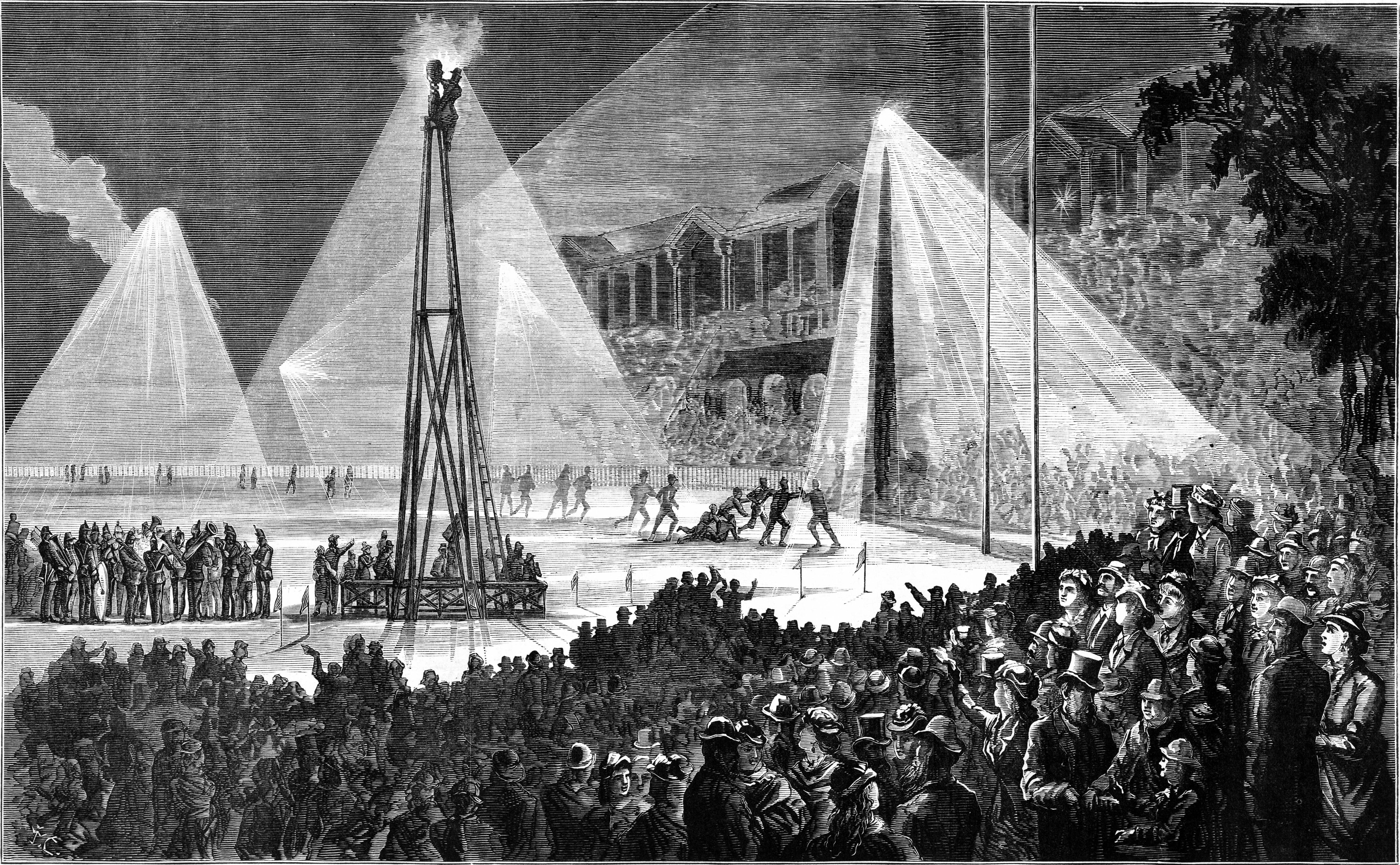
۱۸۷۹
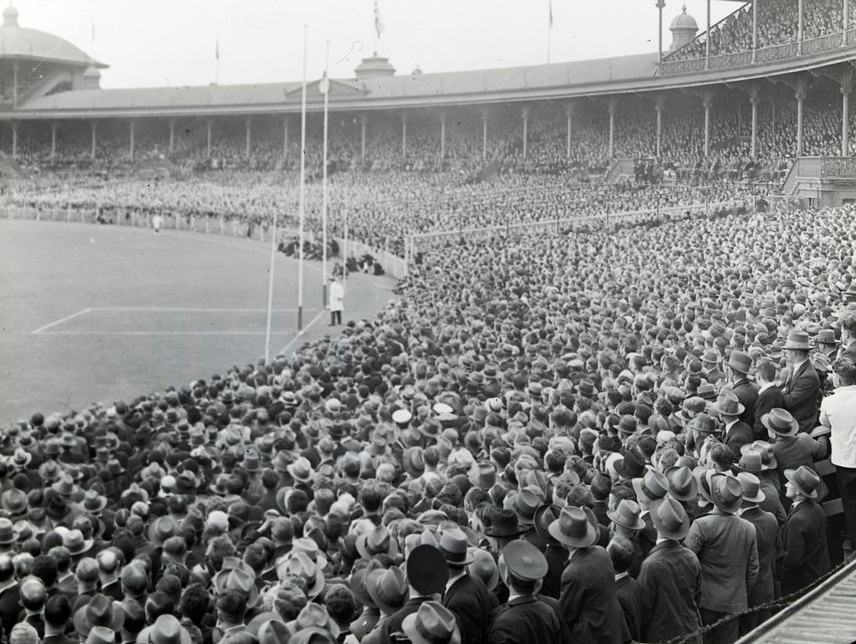
اوایل سده ۱۹۰۰
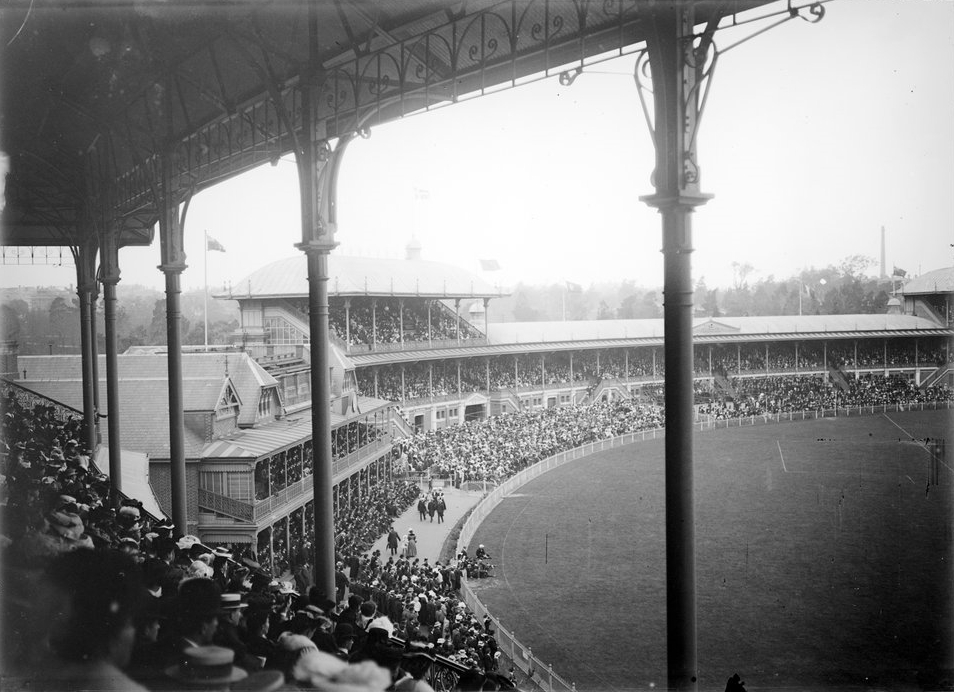
۱۹۱۴
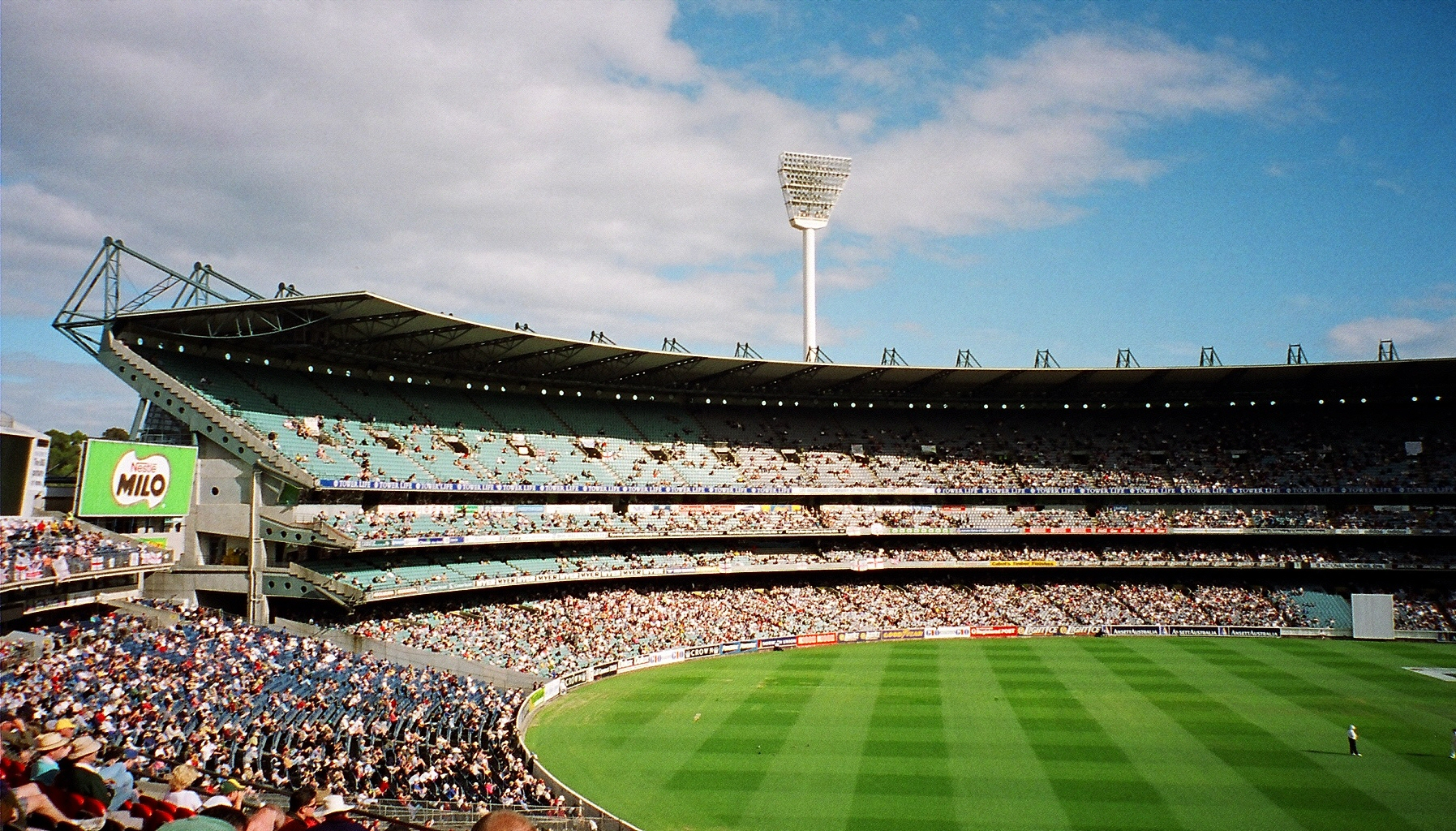
۱۹۹۸
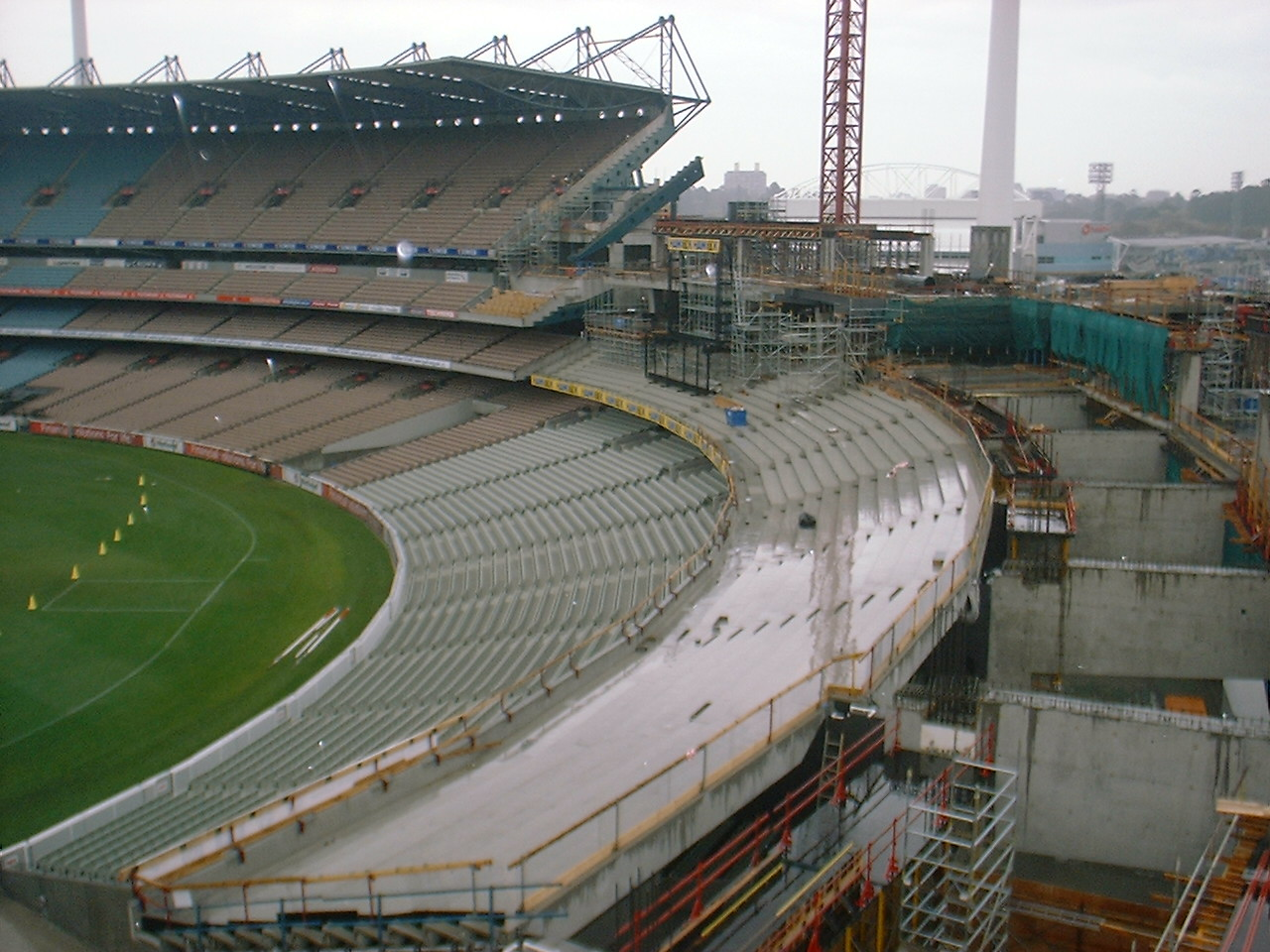
۲۰۰۳
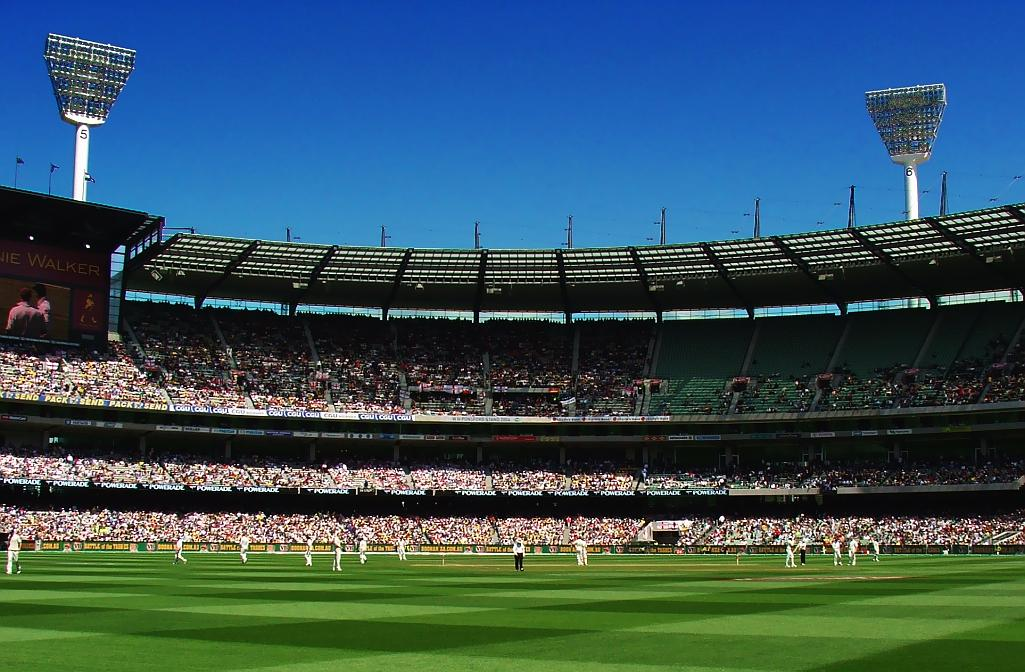
۲۰۰۶
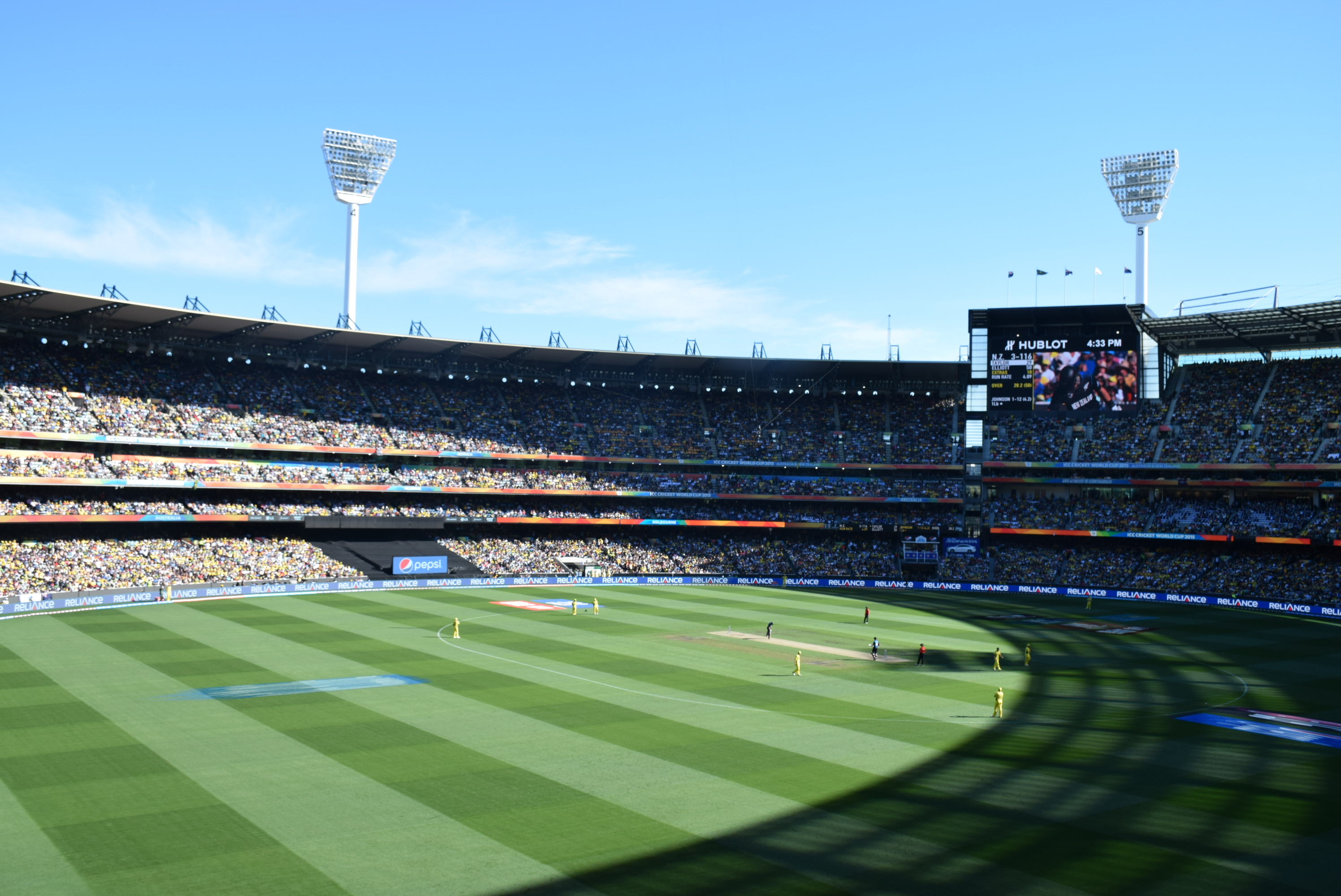
۲۰۱۵